# Data Interchange Format
Data Interchange Format (DIF o Lotus DIF) è un formato di file utilizzato principalmente per i fogli elettronici.
Sviluppato da Software Arts, il formato è utilizzato da VisiCalc, Lotus 1-2-3, Quattro Pro, Microsoft Excel, Gnumeric e LibreOffice Calc.